# Шаховское (Северо-Казахстанская область)
Шаховское (каз. Шаховское) — село в Кызылжарском районе Северо-Казахстанской области Казахстана. Входит в состав Прибрежного сельского округа. Код КАТО — 595059300.

## Население
В 1999 году население села составляло 1191 человек (581 мужчина и 610 женщин). По данным переписи 2009 года, в селе проживало 856 человек (428 мужчин и 428 женщин).